# آندریس
آندریس (به ایتالیایی: Andreis) یک کومونه در ایتالیا است که در استان پوردنونه واقع شده‌است.

## خصوصیات
آندریس ۲۶٫۹ کیلومترمربع مساحت و ۲۸۹ نفر جمعیت دارد و ۴۵۵ متر بالاتر از سطح دریا واقع شده‌است.